# 液化石油ガスの保安の確保及び取引の適正化に関する法律
液化石油ガスの保安の確保及び取引の適正化に関する法律（えきかせきゆがすのほあんのかくほおよびとりひきのてきせいかにかんするほうりつ、昭和42年12月28日法律第149号）は、一般消費者等に対する液化石油ガスの販売、液化石油ガス器具等の製造及び販売等を規制することにより、液化石油ガスによる災害を防止するとともに液化石油ガスの取引を適正にし、もって公共の福祉を増進することに関する法律である。
経済産業省商務情報政策局産業保安グループ保安課ガス安全室が所管し、同省製造産業局生活製品課、消費者庁消費者安全課と連携して執行にあたる。

## 定義
液化石油ガスとは法律上、次のように定義されている。
液化石油ガス
プロパン、ブタン、プロピレンを主成分とするガスを液化したもの
適用範囲
- 一般消費者等
  - 調理器具、給湯器、空気調和設備など、生活のために液化石油ガスを使用する一般消費者
  - 液化石油ガスの使用方法が一般消費者と類似する業務の場合

これらの液化石油ガスの流通過程（供給設備への可搬容器の運搬まで）、あるいは自動車（=LPG自動車）の燃料容器へ液化石油ガスを充填する販売行為及びこれを消費する自動車は本法律の適用外であり、それらに関する液化石油ガスの規制は高圧ガス保安法令による。よって、物理的には供給設備への容器の着脱・充填行為から貯蔵設備（固定バルク容器、貯槽等）、ガスメーター、配管、圧力調整器具等、消費器具までが対象となる。
但し、液化石油ガスを消費者等の敷地外からガス導管により販売する行為は簡易ガス事業またはガス導管事業となり、その売買及び設備の保安管理に際してはガス事業法令による規制が優先される。

## 資格
- 液化石油ガス業務主任者 - 第19条第1項。選任要件として、高圧ガス保安法に基づく第二種高圧ガス販売主任者免状の保有が必須。
- 業務主任者の代理者 - 第21条第1項
- 充てん作業者 - 第37条の5第4号（名称は法施行規則による）
- 液化石油ガス設備士 - 第38条の4第1項、本法律による国家試験が行われる唯一の資格。
- 保安業務資格者 - 第27条第1項及び第34条第1項に基づき、法施行規則にて制定。
- 調査員 - 同上

## 下位政省令
- 液化石油ガスの保安の確保及び取引の適正化に関する法律施行令（昭和43年政令第14号）
- 液化石油ガスの保安の確保及び取引の適正化に関する法律施行規則（平成9年通商産業省令第11号）

なお、液化石油ガス保安規則（昭和41年通商産業省令第52号）は高圧ガス保安法の下位省令にあたる。